# Saanich (Columbia Britannica)
Saanich è una città della Columbia Britannica, in Canada, situata nel distretto regionale della Capitale.